# Fox Sports (Italia)
Fox Sports è stato un canale televisivo tematico italiano edito da Fox Networks Group Italy.
L'ultimo direttore di Fox Sports Italia è stato Marco Foroni, succeduto a Fabio Guadagnini dal 2016.

## Storia
Il 17 giugno 2013, Fox International Channels ha emesso un comunicato con cui ha annunciato ufficialmente l'approdo di Fox Sports in Italia sulla piattaforma satellitare Sky Italia dal 9 agosto 2013, il canale è compreso nel pacchetto Sky Calcio, alla numerazione 206, senza costi aggiuntivi. Il canale ha debuttato il 9 agosto trasmettendo l'anticipo delle 20:30 della Ligue 1 tra Montpellier e Paris Saint-Germain. I conduttori di punta del canale sono Leo Di Bello e Giulia Mizzoni.
Il 29 luglio 2013, Fox International Channels Italy e Mediaset hanno raggiunto l'accordo che ha portato la piattaforma digitale a trasmettere tutte le partite dei maggiori campionati esteri (Premier League, La Liga, Ligue 1, Eredivisie) e le principali partite della FA Cup più le partite casalinghe della Nazionale inglese anche su Mediaset Premium (fino al 2015). Il canale era compreso nel pacchetto Premium Calcio nel mux Dfree all'LCN 382 senza costi aggiuntivi. Le trasmissioni sono iniziate il 17 agosto 2013 con l'anticipo delle 12:45 (ora locale) le 13:45 (ora italiana) di Premier League tra Liverpool e Stoke City.
Il 17 agosto 2013 su entrambe le piattaforme iniziano le trasmissioni edite Fox Sports, con l'aggiunta del canale di supporto Fox Sports Plus, compreso nel pacchetto Sky Calcio alla numerazione 212 e anche nel pacchetto Premium Calcio all'LCN 383, che trasmette altre partite nel caso il canale principale sia già occupato da match in diretta.
A settembre viene aggiunta nell'offerta anche la Major League Soccer, la DFB-Pokal e gli incontri casalinghi della Nazionale tedesca.
Il 20 novembre 2013 viene annunciato il lancio, avvenuto il 20 dicembre, di Fox Sports 2 HD che viene trasmesso in esclusiva sulla piattaforma Sky per gli abbonati al pacchetto Sky Sport con l'opzione HD. Su tale canale vengono trasmesse l'Euroleague Basketball, la CEV Champions League maschile e la CEV Champions League femminile e gli sport americani tra cui il football NFL, il basket NCAA, il baseball MLB e la Formula E da settembre 2014.
Il 21 novembre 2013 la Premier League oscura le partite delle 16:00 perché in Gran Bretagna un attacco di pirateria sfruttava i canali di Fox Sports Italia per poterle trasmettere, aggirando il "3pm blackout" imposto dalla Football Association, Premier League e Football League che impedisce la trasmissione in diretta nel territorio della Gran Bretagna di partite di calcio inglesi tra le 14:45 GMT e le 17:15 GMT del sabato pomeriggio. I match delle 16:00 del sabato pomeriggio tornano ad essere trasmessi in diretta sui canali Fox Sports soltanto a partire dall'8 febbraio 2014.
Dalla stagione 2014 ottiene i diritti anche per il Brasilerao. Il 4 agosto 2014 Fox Sports Plus viene disattivato su Sky, mentre continua le sue trasmissioni su Mediaset Premium. Sulla piattaforma satellitare Fox Sports 2 HD sostituisce l'ex canale dedicato alle simultaneità nel caso il canale principale fosse occupato.
Il 20 marzo 2015 Fox Sports annuncia l'acquisto dei diritti della Copa Libertadores.
Il 15 maggio 2015 annuncia anche l'esclusiva della Bundesliga.
Dal 1º luglio 2015 cessa le trasmissioni su Mediaset Premium diventando esclusiva di Sky Italia.
Il 16 luglio 2015 annuncia l'acquisizione della Liga.
Il 29 luglio 2015 Fox Sports 2 HD chiude definitivamente.
Il 1º agosto 2015 Fox Sports si sposta al canale 204, lascia il pacchetto Sky Calcio ed entra a far parte degli abbonati al pacchetto Sky Sport.
Dal 2016, alcuni eventi sportivi, i cui diritti sono di proprietà di Fox Sports, vengono trasmessi sul canale Sky Sport Plus, portando il marchio di Fox Sports Plus.
Il 20 giugno 2018 è stata annunciata la chiusura del canale che è avvenuta con l'ultimo giorno di trasmissioni il 30 giugno seguente. Dal 1º luglio 2018 il canale non è più disponibile.

## Direttori
| Nome             | Periodo     |
| ---------------- | ----------- |
| Fabio Guadagnini | 2013 - 2016 |
| Marco Foroni     | 2016 - 2018 |

## Palinsesto

### Programmi televisivi
- Fox Sports Live - Ogni sabato pomeriggio e sera
- Fox Sports Live - Ogni domenica pomeriggio e sera
- Football Station - Dal lunedì al venerdì, approfondimento sul calcio internazionale
- Viva la Liga - Ogni lunedì, approfondimento sulla Liga
- Bundes Platz - Ogni lunedì, approfondimento sulla Bundesliga
- USA Sport Today - Dal lunedì al venerdì, approfondimento sugli sport americani

### Diritti calcistici avuti
- FA Cup
- English Football League Cup
- Community Shield
- Premier League
- Liga
- Bundesliga
- Ligue 1
- Eredivisie
- Coppa del mondo per club FIFA 2017
- Copa Libertadores
- Copa Sudamericana
- DFL-Supercup
- Recopa Sudamericana
- Coppa d'Africa
- UEFA Futsal Championship 2018

### Motori
- Campionato mondiale di rally

### Sport USA
- Major League Baseball
- National Hockey League
- National Football League
- Superbowl

### Arti marziali miste
- UFC

### Pallavolo
- CEV Women's European Champions League

### Pugilato
- 16 eventi comprendenti le sfide più emozionanti dalla Gran Bretagna

### Freccette
- Campionato del mondo PDC
- Premier League Darts

## Principali volti del canale

### Giornalisti e telecronisti
- Andrea Calogero
- Davide Bernardi
- Edoardo Testoni
- Emanuele Corazzi
- Gabriele Giustiniani
- Geri De Rosa
- Giulia Mizzoni
- Karim Barnabei
- Mario Giambuzzi
- Pietro Nicolodi
- Niccolò Omini
- Riccardo Mancini
- Roberto Gotta
- Roberto Marchesi
- Stefano Borghi
- Alvaro Von Richetti
- Teo Zanchetta
- Tommaso Turci
- Stefano Rosso
- Alex Dandi
- Nicola Roggero
- Marco Frisoli
- Dario Mastroianni
- Marco Russo
- Paolo Siravo

### Commentatori tecnici
- Fabio Capello (calcio)
- Hernan  Crespo (calcio)
- Paolo Di Canio (calcio)
- Dario Marcolin (calcio)
- Cristian Chivu (calcio)
- Francesco Guidolin (calcio)
- Federico Balzaretti (calcio)
- Alessandro Duran (boxe)
- Faso (baseball)
- Andrea Meneghin (basket)
- Hugo Sconochini (basket)
- Alex Dandi (MMA)

## Redazione online

### Direttore digital
- Domenico D'Elia

### Coordinamento contenuti web
- Michele Liberati

### Coordinatore redazione giornalistica
- Emanuele Corazzi

### Redazione giornalistica
- Roberto Gotta
- Giulia Mizzoni
- Stefano Borghi
- Riccardo Mancini
- Roberto Marchesi
- Karim Barnabei
- Niccolò Omini
- Pietro Nicolodi
- Alvaro Von Richetti
- Davide Bernardi
- Teo Zanchetta
- Edoardo Testoni
- Stefano Rosso
- Paolo Siravo
- Andrea Calogero
- Gabriele Giustiniani
- Dario Mastroianni
- Marco Russo
- Dario Di Noi
- Giovanni Barsotti
- Tommaso Turci

### Collaboratori esterni
- Alessandro Assad
- Francesco Bizzarri
- Vincenzo Borriello
- Massimiliano Bruni
- Federico Burzotta
- Andrea Raffaele Caracciolo
- Alberto Casella
- Andrea Centogambe
- Paolo Cola
- Davide Ferranti
- Paolo Gaetano Franzino
- Antonio Gargano
- Ilaria Macchi
- Vinicio Marchetti
- Alessandro Menghi
- Domenico Occhipinti
- Michele Pedrotti
- Andrea Pettinello
- Alessandra Rota
- Giovanni Bongiorno